# Mary Chemweno
Marie Chemweno Koskei (née le 2 février 1959) est une athlète kényane spécialiste des courses de  demi-fond : 400 m, 800 m et 1500 m. 

## Éléments biographiques
Elle remporte la médaille d'or lors des premiers championnats d'Afrique d'athlétisme en 1979 en 800 mètres, et une autre médaille d'or, six ans plus tard, en 1500 mètres, à l'édition de 1985. Elle détient aussi à plusieurs reprises des records nationaux en 400 et 800 mètres.  En milieu de carrière, au début des années 1980, elle épouse le coureur de longue distance Kipsubai Koskei, en y mettant comme condition de pouvoir poursuivre sa propre carrière sportive. Elle remporte également des compétitions européennes et est par exemple la première coureuse africaine à gagner la corrida de Houilles, en 1988 . La suprématie des athlètes féminines de l'Afrique de l'Est va s'affirmer ensuite dans les années 1990, avec de plus en plus une prédilection vers les courses urbaines de fond (10 km, semi-marathon et marathon), des compétitions plus rémunératrices que les courses en stade.
Retirée de la compétition comme son époux, ils vivent tous deux dans une ferme à côté d'Eldoret, au sein d'une région où les meilleurs coureurs de demi-fond et de fond du monde viennent s'entraîner et où ils font figure de vétérans.

## Réalisations
| Année | Compétition                         | Lieu             | Position | Discipline | Temps         |
| ----- | ----------------------------------- | ---------------- | -------- | ---------- | ------------- |
| 1979  | Championnats d'Afrique d'athlétisme | Dakar, Sénégal   | 1re      | 800 m      | 2 min 08 s 4  |
| 1979  | Championnats d'Afrique d'athlétisme | Dakar, Sénégal   | 3e       | 400 m      | 55 s 41       |
| 1979  | Championnats d'Afrique d'athlétisme | Dakar, Sénégal   | 2e       | 4 x 400 m  | 3 min 46 s 1  |
| 1985  | Championnats d'Afrique d'athlétisme | Le Caire, Égypte | 1re      | 1 500 m    | 4 min 17 s 90 |
| 1985  | Championnats d'Afrique d'athlétisme | Le Caire, Égypte | 2e       | 800 m      | 2 min 04 s 58 |
| 1985  | Championnats d'Afrique d'athlétisme | Le Caire, Égypte | 2e       | 4 x 400 m  | 3 min 39 s 66 |
| 1987  | Jeux africains                      | Nairobi, Kenya   | 3e       | 800 m      | 2 min 04 s 34 |